# 紀弦
紀弦（1913年4月27日—2013年7月22日），原名路逾，字越公，筆名路易士、章容、青空律等，陝西省周至縣人，中華民國現代著名詩人。

## 生平
紀弦生於直隸省清苑縣，後遷居江蘇揚州，蘇州美術專科學校畢業。曾任安徽省立中學、聖方濟中學教師。1929年，年僅16開始寫現代詩，創作數十載而不衰，在〈狼之獨步〉一詩自喻為「曠野裡獨來獨往的一匹狼」。1936年前往日本寫作，聲名大噪。於1948年遷居臺灣，曾任教於成功中學，對臺灣的現代詩發展頗有貢獻，屢獲獎項。1976年赴美定居，2013年病卒，享嵩壽一百歲。
其作品〈狼之獨步〉等入選台灣高中國文教材。

## 文學成就

### 新詩革命
1953年，紀弦創辦主編詩刊《現代詩》，掀起新詩革命，主張新詩必須不用韻和無格律（與以徐志摩、聞一多等人領銜之新月派相對），提倡西方「現代主義」和新詩現代化，強調新詩是西化的「橫的移植」，反對浪漫，提倡知性，現代詩應過濾過多的情緒。1956年創立現代派詩社，一度網羅當時台灣詩壇大部份重要詩人：鄭愁予、羅門、瘂弦、洛夫等等。

### 獎項
紀弦屢獲獎項，其作品〈怒吼吧台灣〉、〈鄉愁〉、〈革命、革命〉、〈飲酒詩〉分別榮獲1950年、1952年、1953年與1954年的中華文藝獎金委員會的五四獎金。1993年，獲得中國文藝協會頒發第34屆中國文藝獎章榮譽獎章的新詩創作獎。1996年8月，與鍾鼎文獲得中國詩歌藝術學會頒發第1屆詩歌藝術獎詩歌藝術貢獻獎。

## 著作
散文集
- 《小園小品》
- 《終南山下》
- 《園丁之歌》

詩集
- 1934年 《易士詩集》
- 1937年 《火災的城》
- 1945年 《三十前集》
- 1954年 《摘星的少年》
- 1963年 《隱者詩抄》
- 1985年 《晚景》
- 1993年 《半島之歌》
- 1996年 《第十詩集》 (Tenth poem book)
- 2001年 《宇宙詩鈔》
- 2008年 《年方九十》

詩論
- 1970年 《紀弦論現代詩》

自傳
- 2001年 《紀弦回憶錄》